# Leptocentrus limbipennis
Leptocentrus limbipennis är en insektsart som upptäcktes av Jacobi 1912. Leptocentrus limbipennis ingår i släktet Leptocentrus, och familjen hornstritar. Inga underarter finns listade.